# Phuket (provincie)
Phuket is een Thaise provincie in het zuiden van Thailand. In december 2002 had de provincie 270.438 inwoners, waarmee het de 69e provincie qua bevolking in Thailand is. 35% van de bevolking is van Chinese afkomst. Met een oppervlakte van 543 km² is het de 75e provincie qua omvang in Thailand. De provincie ligt op ongeveer 862 kilometer van Bangkok. Phuket grenst in het noorden aan de provincie Phang Nga waarvan het door een smalle zeestraat gescheiden wordt. Aan de oostkant van de provincie ligt de Phuketzee en aan de westkant de Andamanse Zee
De provincie bestaat uit meerdere eilanden, waarvan het eiland Phuket het grootste is.

## Provinciale symbolen
|  | Het provinciale zegel van Phuket. |

## Bestuurlijke indeling
De provincie is onderverdeeld in 3 districten (Amphoe), namelijk:
| Amphoe 1. Phuket 2. Kathu 3. Thalang |

## Bezienswaardigheid
- Grote Boeddha van Phuket